# 本星系群

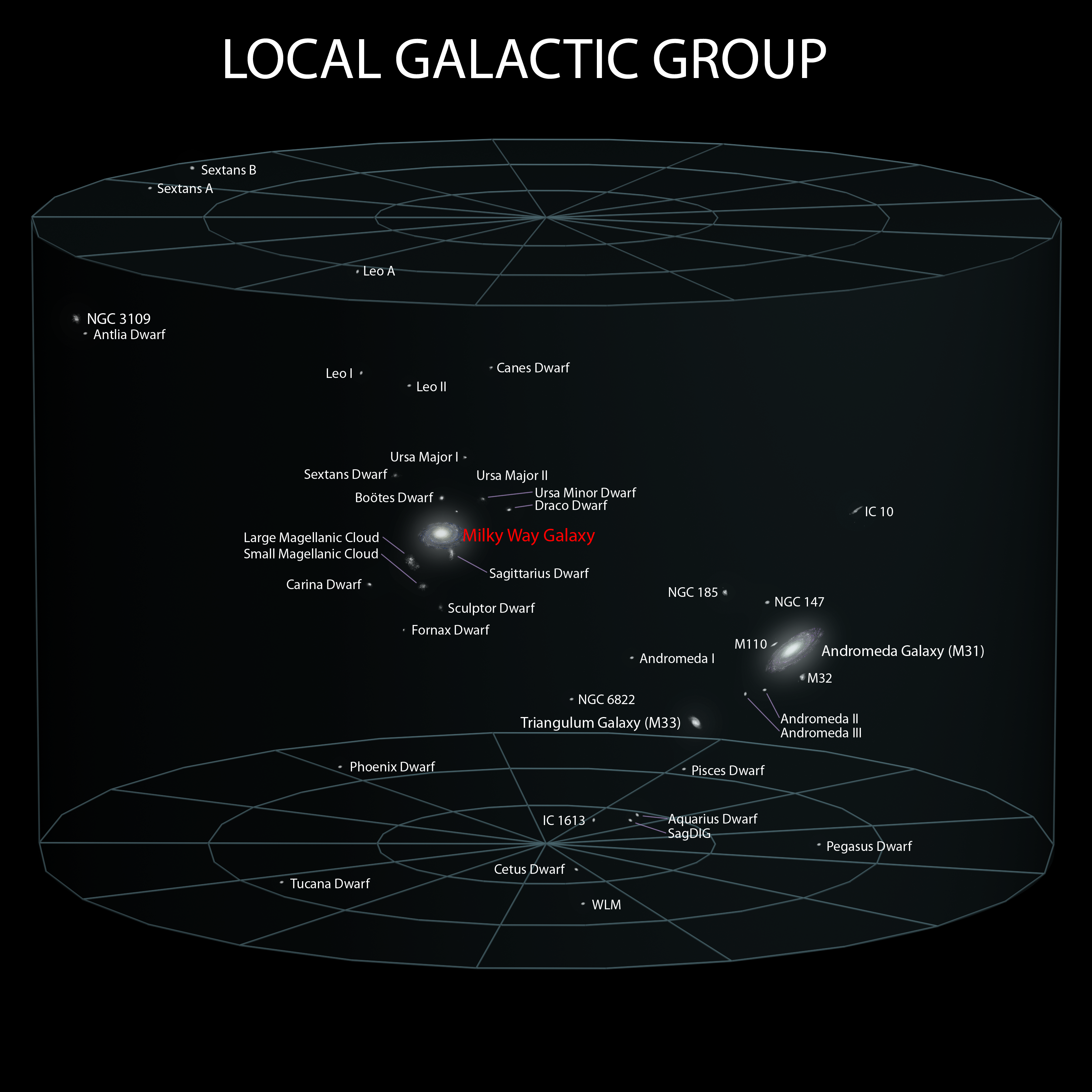
本星系群。银河系和仙女座星系是最明亮的星系 (点击放大)

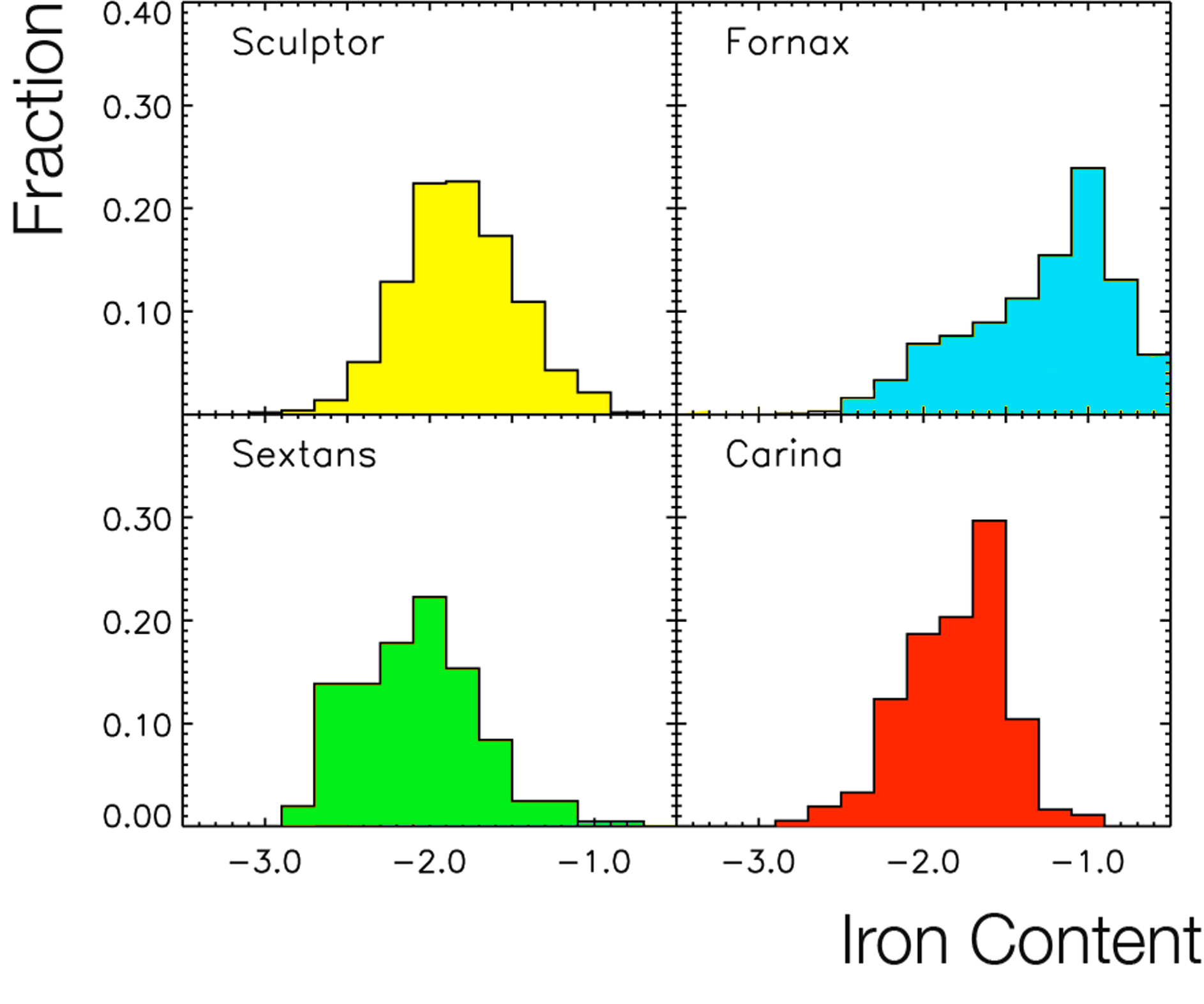
在银河系的4个邻近的矮星系中铁含量的分布 (对数比例)

本星系群（英語：Local Group），是包括地球所处之银河系在内的一群星系。这组星系群包含大约超过50个星系，其质心位于银河系和仙女座星系之間的距離。本星系群中的全部星系覆盖一块直径大约1,000万光年的区域，本星系群的波速頻散為61±8 km/s.。本星系群又属于范围更大的室女座超星系团。
本星系群中两个质量最大的成员是银河系与仙女座星系。这两个星系又都各自拥有一个自己的卫星星系系统。银河系的卫星星系系统包括人馬座矮橢球星系（人马座）、大麦哲伦星系、小麦哲伦星系、大犬座矮星系、小熊座矮星系、天龙座矮星系、船底座矮星系、六分仪座矮星系、玉夫座矮星系、天炉座矮星系、狮子座I、狮子座II以及杜鹃座矮星系。仙女座星系的卫星星系系统包括M32、M110、NGC 147、NGC 185、仙女座I、仙女座II、仙女座III以及仙女座IV。
三角座星系是本星系群中第三大的星系。它可能是也可能不是仙女座星系的伴星系；但雙魚座矮星系可能是它的卫星星系。本星系群的其他成员的质量都远远小于这几个大的子群。

## 成员星系

### 星系列表
本星系群的成員包括：
- 旋涡星系
  - 银河系—SBbc类型星系
  - 仙女座星系（M31、NGC 224）—仙女座Sb类型星系
  - 三角座星系（M33、NGC 598）—三角座Sc类型星系
- 椭圆星系
  - M110（NGC 205）—仙女座E6p类型星系
  - M32（NGC 221）—仙女座E2类型星系

- 不规则星系

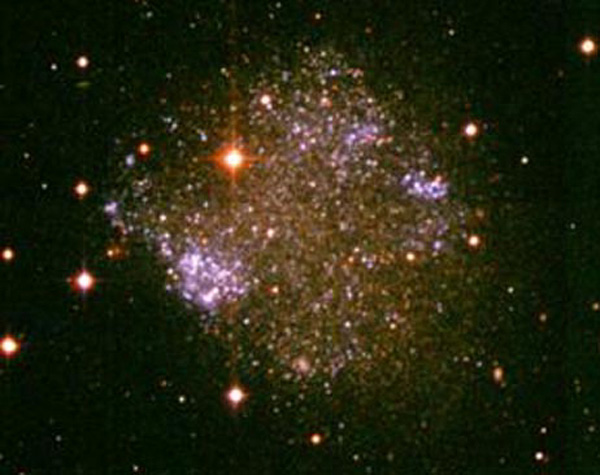
本星系群中的一星系：不规则星系六分仪座A距离地球1000万光年。前景中银河系内的亮星使得其看起来发黄。在它们后方，可以清晰看见年轻的蓝色的六分仪座A星系星团

  - 沃爾夫-隆達馬克-梅洛帝星系（WLM、DDO221）—鲸鱼座Ir类型星系
  - IC 10—仙后座KBm或Ir类型星系
  - 小麦哲伦星云（SMC、NGC 292）—杜鹃座SB (s)m pec类型星系
  - 双鱼座矮星系（LGS 3）—双鱼座Irr类型星系
  - IC 1613（[DDO 8）—鲸鱼座IAB (s)m V类型星系
  - 凤凰座矮星系—凤凰座Irr类型星系
  - 大麦哲伦星云（LMC）—剑鱼座Irr/SB（s）m类型星系
  - 狮子座A（狮子座III）—狮子座IBm V类型星系
  - 六分仪座B（DDO 70）—六分仪座Ir+IV-V类型星系
  - NGC 3109—长蛇座Ir+IV-V类型星系
  - 六分仪座A（DDO 75）—六分仪座Ir+V类型星系
- 矮椭圆星系
  - NGC 147（DDO 3）—仙后座dE5 pec类型星系
  - Sag DIG（人马座矮不规则星系）—人马座IB (s)m V类型星系
  - NGC 6822（巴纳德星系）—人马座IB (s)m IV-V类型星系
  - 飞马座矮星系（飞马座矮不规则星系，DDO 216）—飞马座Irr类型星系
- 矮橢球星系
  - 鲸鱼座矮星系—鲸鱼座dSph/E4类型星系
  - 仙女座III—仙女座dE2类型星系
  - NGC 185—仙后座dE3 pec类型星系
  - 仙女座I—仙女座dE3 pec类型星系
  - 玉夫座矮星系（E351-G30）—玉夫座dE3类型星系
  - 仙女座V—仙女座dSph类型星系
  - 仙女座II—仙女座dE0类型星系
  - 天炉座矮星系（[E356-G04）—天炉座dSph/E2类型星系
  - 船底座矮星系（E206-G220）—船底座dE3类型星系
  - 唧筒座矮星系—唧筒座dE3类型星系
  - 狮子座I（DDO 74）—狮子座dE3类型星系
  - 六分仪座矮星系—六分仪座dE3类型星系
  - 狮子座II—狮子座dE0 pec类型星系
  - 小熊座矮星系—小熊座dE4类型星系
  - 天龙座矮星系（DDO 208）—天龙座dE0 pec类型星系
  - Sag DEG（人马座矮椭球星系）—人马座dSph/E7类型星系
  - 杜鹃座矮星系—杜鹃座dE5类型星系
  - 仙后座矮星系（仙女座VII）—仙后座dSph类型星系
  - 飞马座矮橢球星系（仙女座VI）—飞马座dSph类型星系
  - 大熊座矮星系—大熊座dSph类型星系
  - 宝瓶座矮星系（DDO 210）—宝瓶座Im V类型星系
  - IC 5152—印第安座IAB (s)m IV类型星系
- 类型不明确的星系
  - 仙女座IV—仙女座不规则星系或星云（Irr?类型）
  - UGCA 86（0355+66）—鹿豹座不规则，椭圆或透镜状星系（Irr, dE或S0类型）
  - UGCA 92（EGB0427+63）—鹿豹座不规则或透镜状星系星系（Irr或S0类型）
- 可能并非本星系群成员的星系
  - UGC 8901（GR 8）—室女座m V类型星系
  - NGC 404—仙女座椭圆或透镜状星系（E0或SA（s）0-类型）
  - NGC 1569—鹿豹座不规则星系（Irp+ III-IV类型）
  - NGC 1560（IC 2062）—鹿豹座漩涡星系（Sd类型）
  - 鹿豹座A—鹿豹座不规则星系（Irr类型）
  - 船底座矮星系—船底座不规则星系（Irr类型）
  - 2318-42—天鹤座不规则星系（Irr类型）
  - UKS 2323-326—玉夫座不规则星系（Irr类型）
  - UGC 9128（DDO 187）—牧夫座不规则星系（Irp+类型）
  - 帕罗马12（摩羯座矮星系）是一银河系球状星团，先前被分类为摩羯座球状星团
  - 原先大熊座矮星系（帕羅馬4）是一银河系球状星团，先前被分类为大熊座矮球状星系
  - 六分仪座C